# استفانو جولیانی
استفانو جولیانی (ایتالیایی: Stefano Giuliani؛ زادهٔ ۲ ژانویهٔ ۱۹۵۸) دوچرخه‌سوار اهل ایتالیا است.